# Froidfond
Froidfond é uma comuna francesa na região administrativa da Pays de la Loire, no departamento de Vendéia. Estende-se por uma área de 21,51 km². Em 2010 a comuna tinha 1 923 habitantes (densidade: 89,4 hab./km²).